# 59 Девы
e Де́вы (лат. e Virginis), 59 Де́вы (лат. 59 Virginis) — тройная звезда в созвездии Девы на расстоянии приблизительно 57 световых лет (около 17,6 парсек) от Солнца. Возраст звезды определён как около 6,158 млрд лет.
Вокруг звезды обращается, как минимум, одна планета.

## Характеристики
Первый компонент (HD 115383 A) — жёлто-белая звезда спектрального класса G0V, или G0, или F. Визуальная звёздная величина звезды — +5,19m. Масса — около 1,22 солнечной, радиус — около 1,305 солнечного, светимость — около 2,17 солнечной. Эффективная температура — около 6075 K.
Второй компонент (HD 115383 B). Визуальная звёздная величина звезды — +19,19m. Орбитальный период — около 4 720 000 лет. Удалён на 2,5 угловой секунды (в среднем около 602 а.е.).
Третий компонент (UCAC4 498-060625) — оранжевая звезда спектрального класса K7-K9. Визуальная звёздная величина звезды — +14,59m. Эффективная температура — около 4440 K. Удалён на 54,2 угловой секунды.

## Описание
59 Девы получила это обозначение благодаря Джону Флемстиду, который внёс её в свой звёздный каталог в XVIII веке.
59 Девы — это жёлтый карлик, несколько более крупный, массивный и горячий, чем Солнце. Период осевого вращения звезды определён как 3,33 суток (не исключено, однако, что он вдвое больше).
Возрасту звезды исследователи уделили большое внимание, так как он нужен для оценки массы и других параметров её спутника. В 2013 году была опубликована оценка 0,16+0,35
−0,60 млрд лет, в 2015 году — 4,5+2,0
−1,5 млрд лет, а в 2017 году — 2,5+1,0
−0,7 млрд лет (для сравнения: возраст нашего Солнца оценивается в 4,57 миллиардов лет). Оценки возраста звезды, сделанные на основе скорости её вращения и её положения на диаграмме Герцшпрунга — Рассела, значительно расходятся. Это можно объяснить тем, что она поглотила обращавшийся вокруг неё горячий юпитер, что увеличило её скорость вращения и хромосферную активность.

## Планетная система
В 2011 году международная группа астрономов, сфотографировав звезду на 8,2-метровом телескопе «Субару», обнаружила у неё планету GJ 504 b, соответствующая работа опубликована в 2013 году. Расстояние GJ 504 b от материнской звезды в проекции на небесную сферу — 43,5 а.е., что в 1,5 раза больше радиуса орбиты Нептуна (реальное же расстояние в пространстве может быть ещё больше). Таким образом, планета получает от звезды очень мало света. Тем не менее она довольно горяча: 271±10 °C. Радиус объекта оценивают в 0,96±0,07 радиуса Юпитера.
В 2019 году учёными, анализирующими данные проектов Hipparcos и Gaia, у звезды обнаружена планета HIP 64792 c.